# Kanalasgémformák

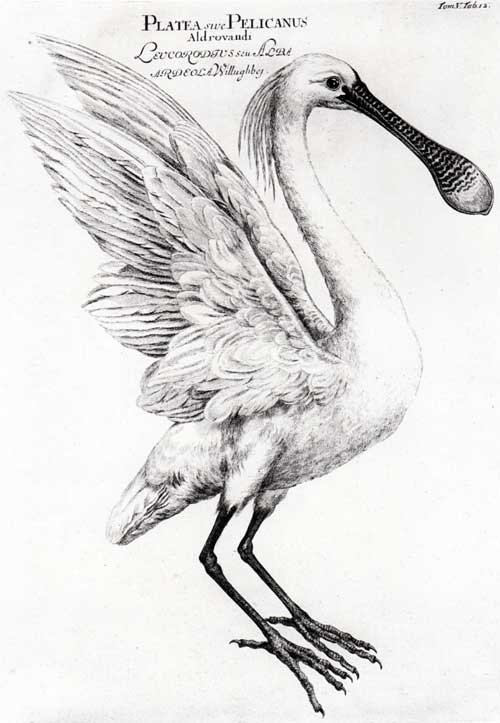
Kanalasgém Luigi Ferdinando Marsigli Danubius Pannonico-Mysicus című művében, 1726

A kanalasgémformák (Plataleinae) a madarak (Aves) osztályának gödényalakúak (Pelecaniformes) rendjébe, ezen belül az íbiszfélék (Threskiornithidae) családjába tartozó alcsalád.
Ebbe az alcsaládba 1 madárnem és 6 recens faj tartozik.

## Rendszertani eltérések
Habár a legtöbb rendszerező hagyományosan az íbiszfélék családját két alcsaládra osztja, a legújabb DNS-vizsgálatok alapján ez a rendszerezés megszűnhet. Ugyanis a kanalasgémformák besorolhatók az óvilági íbiszek közé, míg az újvilági íbiszek kivonhatok az íbiszformák alcsaládjából, hiszen ennek a családnak egy korai elágazását képviselik.
Még nincs kiderítve, ha a két alcsalád egymással szemben monofiletikus csoportot alkot-e, azaz egy közös rendszertani őstől származó élőlények összességét alkotja-e. Az eddigi rendszerezést, 1992-ben a „South American Checklist Committee's” fogadta el a Matheu és del Hoyo nevű ornitológusok kutatásainak alapján. Ők főleg a csőr alakját részesítették előnyben, amikor megalkották e madarak rendszertani besorolását. Azonban a pontosabb rendszerezés érdekében további genetikai kutatásokat kéne véghez vinni.
Az eddigi mitokondriális DNS-vizsgálatok szerint a kanalasgémformák és a Threskiornis nembéli fajok az óvilági íbiszek között saját kládot alkotnak, míg a nipponíbisz (Nipponia nippon) és az Eudocimus-fajok a családnak egy korai elágazását képezik, tehát távolabbi rokonaik az előbbi madaraknak. Ennek következtében a hagyományos rendszerezés, melyben két alcsalád van érvényét veszti.
A 2010-ben Chesser és társai által végzett mitokondriális DNS-vizsgálatok azt mutatták, hogy az alcsaládon belül a rózsás kanalasgém és a sárgalábú kanalasgém közelebbi rokonai egymásnak, mintsem a többi fajnak. Ez a két madárfaj a másik négy faj közös ősének egyik korai elágazása. A genetikai bizonyítékok mellett a kutatóknak meglett a lehetősége, hogy a 6 kanalasgémfajt megőrizzék a Platalea, vagy a két különlegesebb madarat áthelyezzék egy-egy, saját monotipikus madárnembe, Platibis, illetve Ajaja nevűekbe. A kutatók viszont az alaktani jellemzőket részesítették előnyben, emiatt ezidáig meghagyták mint a 6 kanalasgémet a Platalea nemben.

## Előfordulásuk
Az Antarktisz kivételével, mindegyik másik kontinensen található legalább egy kanalasgémfaj.

## Megjelenésük
Hosszú nyakú és lábú, nagy testű gázlómadarak. A család másik alcsaládjától vízszintesen, kanálszerűen kiszélesedő csőrük különbözteti meg.

## Életmódjuk
Táplálkozási szokásuk, hogy fejükkel balra-jobbra kaszálnak a vízben, így keresik vízi állatokból álló táplálékukat. Mocsarak, lápok és vízpartok madarai.

## Rendszerezés
Az alcsalád az alábbi 1 madárnem és 6 faj tartozik:
- Platalea Linnaeus, 1758 – 6 faj
  - rózsás kanalasgém (Platalea ajaja) Linnaeus, 1758 - egyes rendszerek külön nemhez sorolják (Ajaia ajaja) néven
  - afrikai kanalasgém (Platalea alba) Scopoli, 1786
  - sárgalábú kanalasgém (Platalea flavipes) Gould, 1838
  - kanalasgém (Platalea leucorodia) Linnaeus, 1758 - típusfaj
  - koreai kanalasgém (Platalea minor) Temminck & Schlegel, 1849
  - királykanalasgém (Platalea regia) Gould, 1838

### Fordítás
- Ez a szócikk részben vagy egészben  a   Spoonbill című angol Wikipédia-szócikk ezen változatának fordításán alapul.  Az eredeti cikk szerkesztőit annak laptörténete sorolja fel. Ez a jelzés csupán a megfogalmazás eredetét és a szerzői jogokat jelzi, nem szolgál a cikkben szereplő információk forrásmegjelöléseként.